# Elimination Chamber: Toronto
Elimination Chamber: Toronto è stata la quindicesima edizione dell'omonimo premium live event prodotto dalla WWE. L'evento si è svolto il 1º marzo 2025 al Rogers Centre di Toronto in Canada ed è andato in onda su Peacock negli Stati Uniti, su Netflix nei paesi in cui è disponibile il servizio e sul WWE Network nei paesi in cui è ancora attivo.
Questa è stata la quarta edizione consecutiva dell'evento a tenersi al di fuori degli Stati Uniti d'America e la seconda a tenersi sul suolo canadese, dopo l'edizione del 2023. Per l'evento, annunciato l'8 novembre 2024, è stato scelto il Rogers Centre che è tornato ad ospitare un evento della federazione di Stamford per la prima volta da WrestleMania X8 del 2002.

## Storyline
Nella conferenza post Royal Rumble, l'ultimo eliminato John Cena ha annunciato la sua partecipazione all'Elimination chamber match per determinare lo sfidante di Cody Rhodes per il suo WWE Championship e WWE Universal Championship a WrestleMania 41 e come sua prossima tappa del suo "Farewell Tour", rappresentando così la sua ultima opportunità per aggiudicarsi un'opportunità titolata allo Showcase of the Immortals. Nella puntata di Raw del 3 febbraio successivo sono partiti gli incontri di qualificazione per la camera dell'eliminazione dove CM Punk è riuscito a staccare per primo il biglietto per l'incontro sconfiggendo Sami Zayn. Nella puntata di SmackDown, Drew McIntyre sconfisse in un triple threat match Jimmy Uso e LA Knight, qualificandosi anche lui. Nella successiva puntata di Raw fu il turno di Rey Mysterio contrapposto a Logan Paul, con quest'ultimo che ebbe la meglio sul messicano. A SmackDown, Damian Priest riuscì ad imporsi su Braun Strowman e Jacob Fatu entrando anche lui a far parte dell'incontro. L'ultimo incontro di qualificazione vide Seth Rollins aggiudicarsi il posto rimanente sconfiggendo Finn Bálor.
Come per la compagine maschile, anche gli incontri della camera dell'eliminazione femminile, valide per decretare la sfidante al Women's World Championship di Rhea Ripley, si tennero durante gli show settimanali. La prima qualificata all'incontro fu Liv Morgan che sconfisse per squalifica Iyo Sky a causa dell'interferenza involontaria della campionessa. Nella successiva puntata di SmackDown, si tennero due match che videro uscirne come vincitrici Alexa Bliss e Bianca Belair su, rispettivamente, Candice LeRae e Piper Niven. A Raw, Bayley sconfisse la WWE Women's Intercontinental Champion Lyra Valkyria, aggiungendosi alla contesta come quarta partecipante. Il penultimo posto è stato occupato da Naomi che è riuscita a battere la WWE Women's United States Champion Chelsea Green. L'ultimo incontro di qualificazione, fu vinto da Roxanne Perez, atleta di NXT, che riuscì a sconfiggere Raquel Rodriguez.
Nella prima puntata dell'anno di SmackDown, Tiffany Stratton ha incassato la valigetta del Money in the Bank sul Nia Jax, diventando così la nuova WWE Women's Champion. Il 1º febbraio seguente, alla Royal Rumble, ha fatto il suo ritorno con il numero #25 la WWE Hall of Famer Trish Stratus riuscendo ad effettuare un'eliminazione ai danni di Candice LeRae, prima di venire a sua volta eliminata dalla Jax, che negli scorsi mesi ha stretto un'alleanza con LeRae. Nel frattempo, la faida tra la Stratton e la ex-campionessa continuò con le due che si sfidarono in una rivincita nella puntata del 14 febbraio. La contesta finì con la vittoria della campionessa per squalifica dopo l'attacco ai suoi danni da parte di LeRae, venendo però attaccato dalla Stratus, presente a bordo ring, arrivata a supporto della Stratton anche se venne messa anche lei fuori gioco dalla Jax che la attaccò. Nel post-match, arrivò anche Charlotte Flair che annunciò di aver scelto Tiffany Stratton come sua sfidante a WrestleMania 41. Più avanti nella serata, venne reso noto che ad Elimination Chamber: Toronto si sarebbe tenuto il tag team match tra Tiffany Stratton e Trish Stratus, quest'ultima nel suo paese natale, contrapposte a Nia Jax e Candice LeRae.
Nella puntata di Raw del 20 gennaio, Sami Zayn tenne un promo nel quale parlò della sua possibile vittoria del royal rumble match, venendo però interrotto dal suo amico di lunga data Kevin Owens il quale disse di credere nelle parole di Zayn e nella sua possibile vittoria perché avrebbe potuto fargli da aiutante durante l'incontro, così come il connazionale lo avrebbe potuto aiutare nella sua sfida per il titolo contro Cody Rhodes, del quale Zayn era comunque grande amico. Sette giorni più tardi, nel tentativo di aiutare il campione dagli attacchi di Drew McIntyre, Zayn colpì involontariamente Rhodes con il suo helluva kick, rendendo la sua posizione in vista dell'incontro tra il campione ed Owens ancora più incerta. Alla Royal Rumble, Zayn presenziò a bordo ring durante l'incontro tra i due ma senza mai interferire nella battaglia, che vide Rhodes uscirne come vincitore mentre Owens veniva portato via in ambulanza. Nella puntata successiva all'evento, Zayn venne sconfitto da CM Punk e dopo l'incontro venne attaccato brutalmente alle spalle da Owens che gli rifilò anche la piledriver infortunando il connazionale al collo (kayfabe). In un video postato su X, Owens spiegò che la non interferenza dell'ex-amico durante il suo incontro per il titolo fu per lui un tradimento nei suoi confronti, sfidando poi Zayn per un match a Toronto nonostante non abbia l'ok medico per combattere. Nella puntata di Raw del 17 febbraio, Zayn accettò la sfida del rivale ma Adam Pearce si presentò sullo stage rifiutando di ufficializzare la sfida tra i due, a causa delle sue condizione. Zayn esclamò però di non aver intenzione di lasciare il ring fino alla conferma dell'incontro, volendo sfidare Owens in unsanctioned match che Pearce accettò.

## Risultati
| # | Match                                                                    | Stipulazione              | Durata |
| - | ------------------------------------------------------------------------ | ------------------------- | ------ |
| 1 | Bianca Belair ha vinto eliminando per ultima Liv Morgan                  | Elimination chamber match | 29:15  |
| 2 | Tiffany Stratton e Trish Stratus hanno sconfitto Candice LeRae e Nia Jax | Tag team match            | 11:40  |
| 3 | Kevin Owens ha sconfitto Sami Zayn                                       | Unsanctioned match        | 27:35  |
| 4 | John Cena ha vinto eliminando per ultimo CM Punk                         | Elimination chamber match | 32:40  |

### Women's Elimination Chamber
| N° eliminazione | Wrestler      | N° ingresso | Eliminato da              | Tempo |
| --------------- | ------------- | ----------- | ------------------------- | ----- |
| 1ª              | Naomi         | 1ª          | Attaccata da Jade Cargill | 0:00  |
| 2ª              | Bayley        | 5ª          | Liv Morgan                | 19:05 |
| 3ª              | Roxanne Perez | 4ª          | Alexa Bliss               | 23:05 |
| 4ª              | Alexa Bliss   | 6ª          | Liv Morgan                | 25:35 |
| 5ª              | Liv Morgan    | 2ª          | Bianca Belair             | 29:15 |
| Vincitrice      | Bianca Belair | 3ª          | —                         | 29:15 |

### Men's Elimination Chamber
| N° eliminazione | Wrestler      | N° ingresso | Eliminato da  | Tempo |
| --------------- | ------------- | ----------- | ------------- | ----- |
| 1ª              | Drew McIntyre | 1ª          | Damian Priest | 13:10 |
| 2ª              | Damian Priest | 3ª          | Logan Paul    | 14:25 |
| 3ª              | Logan Paul    | 4ª          | CM Punk       | 18:30 |
| 4ª              | Seth Rollins  | 2ª          | CM Punk       | 30:00 |
| 5ª              | CM Punk       | 6ª          | John Cena     | 32:40 |
| Vincitore       | John Cena     | 5ª          | —             | 32:40 |